# Samuel Friedrich Lutze
Samuel Friedrich Lutze (* 1752 in Cottbus; † 30. Oktober 1828 ebenda) war Bürger und Tuchhändler in Cottbus sowie Inhaber des Allgemeinen Ehrenzeichens 1. Klasse.
Er entstammte einer Tuchmacher-Familie und war der älteste Sohn des Bürgers und Tuchmachers Christian Samuel Lutze (* 28. Dezember 1740; † 18. Dezember 1793) und dessen Ehefrau Marie Elisabeth Mann (* 1739; † 17. Januar 1827).
Seine Schulbildung erhielt er auf der Stadtschule in Cottbus und erlernte dann das Handwerk eines Tuchmachers. Er reiste viel, um sich neue Techniken anzueignen und seine Produkte zu verkaufen.
Durch ihn gewannen die Cottbuser Tuche auf den Messen in Deutschland Berühmtheit, wodurch er auch den Grundstock zu seinem Vermögen legte. 
Er erweiterte sein Geschäft, baute neue Häuser und auch wohltätige Einrichtungen für das Tuchmacherhandwerk. Später wurde er Stadtverordneter und Mitglied der Komitees zur Regulierung der städtischen Finanzen. 1775 heiratete er Christina Elisabeth Lohmann. 
Obwohl er sich bereits zur Ruhe gesetzt hatte, erhielt er vom König anlässlich seines 50-jährigen Bürgerjubiläums das allgemeine Ehrenzeichen 1. Klasse. 
Lutze starb 1828 an einer Brustkrankheit.